# The Snow Hawk
The Snow Hawk è un cortometraggio muto del 1925 diretto da Scott Pembroke e Joe Rock, prodotto da Joe Rock con Stan Laurel.
Il cortometraggio fu distribuito il 30 aprile 1925.

## Trama
In un villaggio di montagna del Canada, lo sciista imbranato Mountie viene salvato dal droghiere, e viene assunto in bottega come guardarobiere. Si innamora della sua bella figlia, già corteggiata però dal ranger Midnight Mike, che finirà inevitabilmente per scontrarsi con Mountie in una gara di sci di fondo. 

## Cast
- Stan Laurel - Mountie
- Glen Cavender - Midnight Mike
- Julie Leonard - figlia del guardarobiere